# 眾生相 (2025年電影)
《眾生相》是李駿碩執導的一部於2025年上映的電影。此片入選第74屆柏林影展電影大觀單元。 電影在柏林影展首映後，發行權賣到全球多地，包括美國、法國和德國。

## 劇情概要
故事講述一名男同性戀在每次一夜情後會模仿之前的性伴侶，在不斷模仿別人後，他察覺自己開始難以掌控現實。

## 上映
《眾生相》在第75屆柏林影展「電影大觀」單元舉行全球首映。

## 獲獎
- 2025年OUTshine 邁阿密同志影展最佳劇情片特別提及
- 2025年都靈戀人同志影展最佳劇情片[5]

## 爭議
導演在柏林影展參展期間宣讀演員埃爾凡·謝卡里茲（Erfan Shekarriz）的聲明，內容指以色列是「殘暴的殖民國家」，正對巴勒斯坦原住民進行種族滅絕，並以口號「從河流到大海，巴勒斯坦將得自由」作結。德國國家安全部門正就此事展開調查，以色列駐香港總領事館有回應事件，指致辭部分內容本質上屬「呼籲破壞猶太國家」，強烈譴責相關言論 。

## 外部連結
- 柏林影展上的電影資料
- 互联网电影数据库（IMDb）上《眾生相》的资料（英文）
- AllMovie上《眾生相》的资料（英文）